# Gerolamo Veneroso
Il Serenissimo Gerolamo Veneroso (Genova, 1660 – Genova, 1739) fu il 148º doge della Repubblica di Genova e re di Corsica.

## Biografia

Stemma nobiliare dei Veneroso

Nativo di Genova nel 1660, gli annali genovesi descrivono un giovane Gerolamo Veneroso abile nell'uso delle armi e intrepido guerriero in diversi campi di battaglia - tra questi, nel 1684, partecipò attivamente alla difesa di Genova durante il bombardamento navale francese - ma che da legislatore e uomo di stato cercò, tuttavia, di preservare pace per il bene del popolo.
Già governatore della fortezza del Priamar di Savona, dal 1708 al 1710 fu istituito della medesima carica sull'isola di Corsica, ove lasciò un ottimo ricordo negli isolani che ben sperarono il giorno della sua elezione a doge il 18 gennaio 1726: il centotreesimo in successione biennale e il centoquarantottesimo nella storia repubblicana. In qualità di doge fu investito anche della correlata carica biennale di re di Corsica.
Tra gli eventi di rilievo del suo mandato è attestato un suo impegno contro il contrabbando che imperversava nel ponente ligure. Terminò il dogato il 18 gennaio 1728.
Nell'aprile del 1730 fu inviato per conto del senato genovese a rivestire il ruolo di commissario generale in Corsica per sedare le rivolte contro il dominio centrale che sconvolgevano l'isola.
Nonostante egli fosse benvoluto dai Corsi, il Veneroso ebbe enormi difficoltà nello svolgere il suo compito, soprattutto a causa delle lentezze del governo centrale e della rivalità con il governatore dell'isola Felice Pinello e con il commissario sindacatore Camillo Tobia Doria che vedevano come unica soluzione una dura e spietata repressione della rivolta.
Il Doria, tra l'altro, scavalcò più volte l'autorità del Veneroso, tanto da fare bombardare da una galea tremila rivoltosi ad Ajaccio. Il Veneroso fu sostituito nell'incarico di commissario generale dell'isola dal Doria stesso.
Durante questa permanenza in Corsica fu seguito dal figlio Gian Giacomo Veneroso, avuto con Giulia Rivarolo ed anch'egli futuro doge.
Morì a Genova nel corso del 1739 dove fu sepolto nella demolita chiesa di San Domenico.